# Eduardo Di Cola
Eduardo Román Di Cola (Río Cuarto, 1952), político y abogado argentino.

## Carrera política
Asumió distintas responsabilidades en cargos electivos.
Al reinicio de la democracia resultó elegido concejal en su ciudad natal, fue Presidente del Bloque de Concejales Justicialista. En 1987 fue candidato a intendente de Río Cuarto saliendo segundo con el 42% contra el reelecto Miguel Ángel Abella que sacó el 47,18%.
Fue elegido senador Provincial por el Departamento Río Cuarto en dos oportunidades.
Presidió el Bloque de Senadores del Justicialismo.
En el año 1999 asumió como Diputado Nacional.
Fue Presidente de la Comisión de Legislación General y de la Comisión Especial de Investigación de Fuga de Divisas. El informe final producido por dicha comisión se publicó con el título “Fuga de Divisas en la Argentina”.
Encabezó el Grupo Parlamentario de Amistad con Rusia.
Como integrante de la Comisión de Juicio Político impulsó el juicio político a Jueces de la Corte Suprema, publicando el libro en coautoría con otros Diputados Nacionales, titulado: “Acusación a los Ministros de la Corte Suprema de Justicia de la Nación”.
En el marco de la crisis del año 2001, impulsó la modificación de la Ley de Acefalia, conocido como proyecto Di Cola, sobre el que se trabajó para lograr la salida institucional como consecuencia de la renuncia del Presidente Fernando De la Rua.
Adhirió al proyecto político encabezado por Néstor Kirchner, quien en noviembre del 2003 cuando estatiza el Correo rescindiendo la concesión otorgada durante la gestión del expresidente Carlos Menem, lo designa Presidente. Fue el primero en presidir una empresa recuperada por el Estado en el marco de la política llevada adelante desde el inicio de la gestión de Néstor Kirchner el 25 de mayo del 2003.
Publica frecuentemente artículos en diarios nacionales.

## Publicaciones
- Europa en su laberinto.[4]
- Evangelii Gaudium.[5]
- El habla de los argentinos.[6]
- Cambio en la relación de fuerzas.[7]
- Blanqueo.[8]
- Tu nombre es libertad.[9]
- Un paro en defensa del moroso.[10]
- Malestar de la clase media.[11]
- El odio enceguece.[12]
- Del Ciadi, Repsol y los Martinez de Hoz.[13]
- El Sarmiento de la Sociedad Rural Argentina.[14]